# Flagelloscypha tongariro
Flagelloscypha tongariro är en svampart som först beskrevs av Gordon Herriot Cunningham, och fick sitt nu gällande namn av Agerer 1980. Flagelloscypha tongariro ingår i släktet Flagelloscypha och familjen Niaceae.   Inga underarter finns listade i Catalogue of Life.